# South Brewham
South Brewham är en by i civil parish Brewham, i enhetskommunen Somerset, i grevskapet Somerset, i England. Byn är belägen 12 km från Shepton Mallet. South Brewham var en civil parish fram till 1933 när blev den en del av Brewham. Civil parish hade 225 invånare år 1931.